# Зоряний вісник
Зоряний вісник (лат. Sidereus Nuncius) — короткий астрономічний трактат латиною, опублікований Галілео Галілеєм 13 березня 1610 року. Це була перша наукова робота, заснована на спостереженнях, зроблених за допомогою телескопа. Містить результати початкових спостережень Місяця, зір і супутників Юпітера. Його публікація вважається витоком сучасної астрономії і викликала крах геоцентричної теорії.
У своїх спостереженнях за Місяцем Галілей помітив, що лінія, яка відокремлює день від ночі (термінатор), мала нерівності на світлих ділянках, а в темних областях була набагато гладкішою. З цих спостережень він зробив висновок, що темні області є плоскими і низинними, тоді як світлі ділянки покриті орографічними нерівностями. З відстані освітлених гір біля термінатора він оцінив їх висоту приблизно у 6 км, що суперечило усталеній арістотелівській космології, яка стверджувала, що небо ідеальне, а небесні тіла — досконалі сфери.
Спостерігаючи за зорями, Галілей відкрив у свій телескоп більш ніж в десять разів більше зір, ніж неозброєним оком, опублікувавши небесні карти пояса Оріона і Плеяд. Коли він спостерігав за туманними зорями, описаними в «Альмагесті» Клавдія Птолемея, він виявив, що вони складалися з безлічі зір, нерозрізнених людському оку (пізніше стали відомі як розсіяні скупчення). З цього факту він зробив висновок, що туманності і сам Чумацький Шлях складаються з скупчень зір, занадто малих і близьких один до одного, щоб їх можна було розпізнати неозброєним оком.
Однак саме в останній частині «Зоряного вісника» Галілей показує свої найважливіші відкриття. Галілей повідомляє про свої спостереження за чотирма зорями поблизу Юпітера та їхній рух навколо планети. У трактаті він представляє спостереження їхнього взаємного розташування між січнем і березнем 1610 року. З того факту, що ці зорі змінювали своє взаємне положення ніч за ніччю, завжди зберігаючи орієнтацію на одній прямій, він зробив висновок, що вони супутники Юпітера.
На момент публікації цієї роботи Галілей був професором математики Падуанського університету. Прагнучи отримати заступництво Великого герцога Тоскани Козімо II Медічі, він присвятив працю цьому італійському вельможі, назвавши чотири супутники Юпітера «планетами Медічі». Пізніше ці тіла назвали супутниками Галілея: Іо, Європа, Каллісто і Ганімед.

## Телескоп
Перші телескопи з'явилися в Нідерландах у 1608 році, коли Ганс Ліпперсгей, майстер окулярів із Мідделбурга, намагався отримати патент на один із них. До 1609 року Галілео Галілей дізнався про цей винахід і створив власну вдосконалену версію. Ймовірно, він був не першим, хто навів новий прилад на нічне небо, але саме його дослідження небесних тіл були першими систематичними й опублікованими. Один із перших телескопів Галілея мав збільшення від 8× до 10× та був виготовлений із лінз, які він сам шліфував. У вдосконаленому телескопі, який він використав для спостережень, описаних у «Зоряному віснику», збільшення було підвищене до 20×.

## Зміст

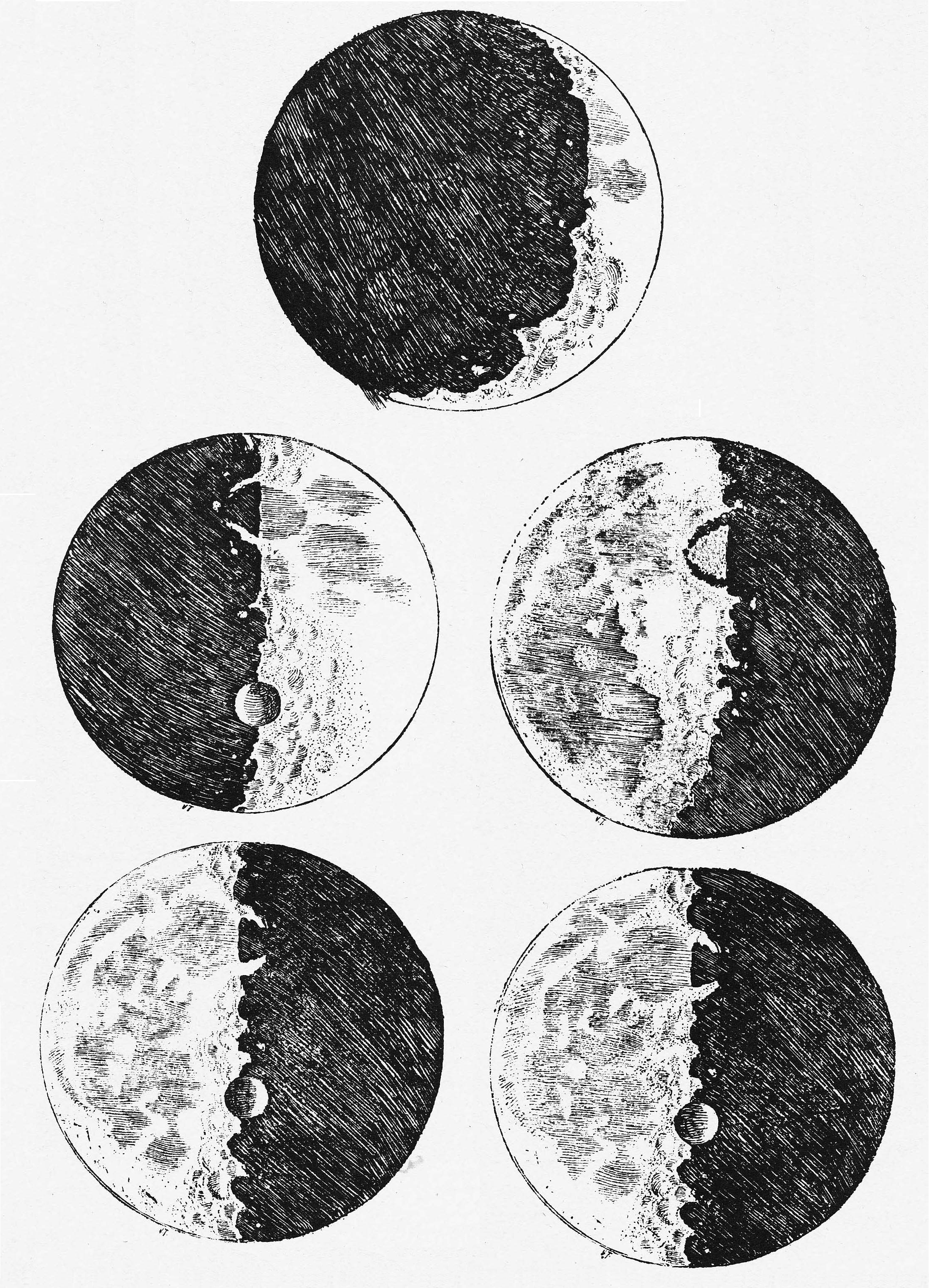
Нариси Місяця у «Зоряному віснику»

«Зоряний вісник» містить понад сімдесят малюнків і діаграм Місяця, деяких сузір'їв, зокрема Оріона, Плеяд і Тельця, а також Медічейських зір Юпітера. Текст Галілея містить також описи, пояснення та гіпотези щодо його спостережень.

### Місяць

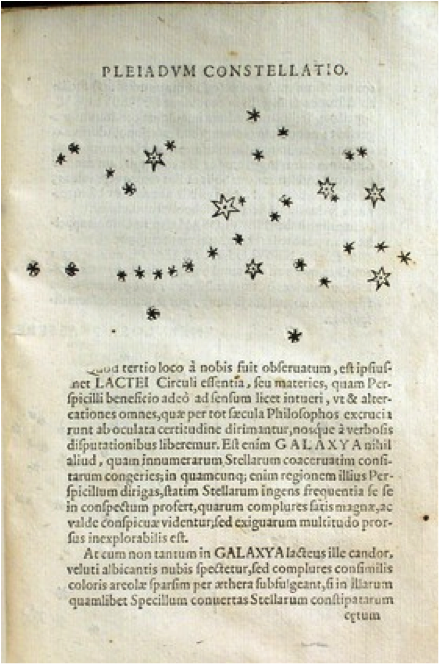
Малюнки зоряного скупчення Плеяди із «Зоряного вісника»

Спостерігаючи Місяць, Галілей помітив, що лінія, яка відокремлює день від ночі на Місяці (так званий термінатор), є гладкою там, де проходить через темні ділянки, і дуже нерівною у світлих зонах. На основі цього він зробив висновок, що темні області — це рівні, низинні місця, а світлі — гористі й нерівні. Виходячи з відстані освітлених сонцем гірських вершин від термінатора, він досить точно оцінив висоту місячних гір щонайменше в чотири милі. Гравюри Галілея місячної поверхні сприяли становленню селенографії — науки про фізичні особливості Місяця.

### Зорі
Галілей повідомив, що за допомогою телескопа він побачив щонайменше вдесятеро більше зір, ніж видно неозброєним оком, і опублікував зоряні карти пояса Оріона та скупчення Плеяди, на яких показано частину нововідкритих зір. Неозброєним оком у Плеядах зазвичай розрізняють лише шість зір, тоді як за допомогою телескопа Галілей бачив тридцять п'ять — майже вшестеро більше. Коли він навів телескоп на Оріон, то побачив вісімдесят зір замість дев'яти, відомих раніше, — майже в дев'ять разів більше. У «Зоряному віснику» Галілей відтворив ці два зоряні скупчення, розрізняючи зорі, які видно неозброєним оком, і ті, що відкриваються тільки в телескоп. Також, спостерігаючи деякі з «туманних» зір у каталозі Птолемея, він побачив, що ті складаються не з хмар, а з безлічі дрібних зір. З цього він зробив висновок, що туманності та Чумацький Шлях — це «згущення незліченної кількості зір, згрупованих у скупчення», які занадто малі й далекі, щоб бути розрізненими неозброєним оком.

### Медічейські зорі (супутники Юпітера)

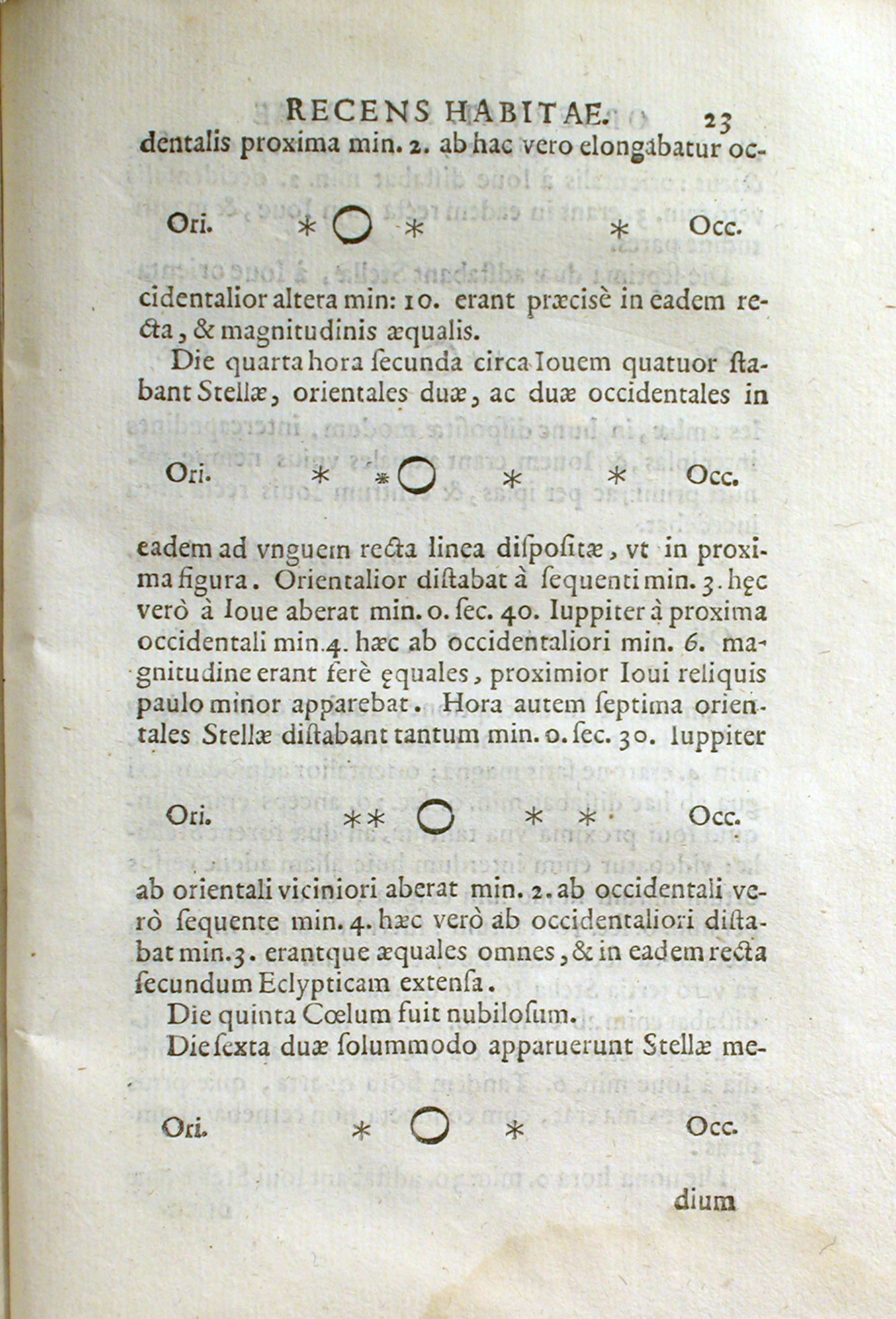
Малюнки Юпітера та його Медічейських зір із «Зоряного вісника»

У завершальній частині «Зоряного вісника» Галілей описав своє відкриття чотирьох об'єктів, які виглядали як пряма лінія зір біля Юпітера. У першу ніч він помітив три невеликі зорі, розташовані поблизу Юпітера паралельно до екліптики; наступні ночі дали інші конфігурації та виявили ще одну зорю — загалом чотири об'єкти навколо Юпітера. Протягом усього тексту Галілей додавав ілюстрації відносного положення Юпітера та його супутників, які він спостерігав щоночі з кінця січня до початку березня 1610 року. Те, що вони ніч у ніч змінювали своє положення відносно Юпітера, але при цьому залишалися в одній прямій лінії поблизу нього, переконало Галілея, що ці об'єкти обертаються навколо Юпітера. 11 січня, після чотирьох ночей спостережень, він написав:
Тож я дійшов висновку і без вагань вирішив, що є три зорі на небі, які рухаються навколо Юпітера, так само як Венера та Меркурій обертаються навколо Сонця; що згодом було доведено з очевидністю денного світла завдяки численним подальшим спостереженням. Ці спостереження також засвідчили, що є не лише три, а чотири зореподібні тіла, які здійснюють своє обертання навколо Юпітера… їхнє обертання настільки швидке, що зміни положення можна спостерігати щогодини.
У своїх малюнках Галілей використовував порожнє коло для позначення Юпітера та зірочки для позначення чотирьох супутників. Цим він підкреслював, що між цими двома типами небесних тіл існує принципова відмінність. Важливо зазначити, що Галілей уживав терміни «планета» і «зоря» взаємозамінно, і обидва слова відповідали термінології, прийнятій у межах арістотелівської традиції.
На момент публікації «Зоряного вісника» Галілей був математиком Падуанського університету і нещодавно отримав довічний контракт за свою роботу зі створення потужніших телескопів. Він прагнув повернутися до Флоренції і, сподіваючись здобути там покровительство, присвятив «Зоряний вісник» своєму колишньому учневі, великому герцогу Тосканському Козімо II Медічі. Окрім того, він назвав відкриті ним чотири супутники Юпітера «Медічейськими зорями» на честь чотирьох братів із родини Медічі. Це допомогло йому отримати посаду головного математика та філософа при дворі Медічі в Університеті Пізи. Зрештою, спроба закріпити цю назву не мала успіху, і нині ці супутники відомі як Галілеєві супутники.

## Сприйняття
Реакції на "Зоряний вісник" — від захоплення до ворожості й недовіри — швидко поширилися по Італії та Англії. Вийшло багато віршів і текстів, що висловлювали захоплення новою формою астрономічної науки. У відповідь на книгу Галілея навіть з’явилися три художні твори: "Втеча до Єгипту" (1610) Адама Ельсгаймера (авторство оспорював Кіт Ендрюс), "Успіння Богородиці" (1612) Лодовіко Чіголі та "Божественна Мудрість" (1631) Андреа Саккі. Крім того, відкриття Медічійських зір зворушило інших астрономів, які прагнули самостійно побачити ці супутники. Їхні зусилля стали одним із перших проявів сучасної вимоги експериментальної відтворюваності наукових результатів незалежними дослідниками.
Однак багато осіб і спільнот поставилися до нових результатів скептично. Поширеною реакцією на Медічійські зорі було твердження, що телескоп мав дефект лінз і створював ілюзорні точки світла та зображення. Ті, хто так стверджував, повністю заперечували існування супутників. Те, що лише небагато людей спочатку могли побачити й підтвердити спостереження Галілея, підтримувало припущення, що тогочасна оптична теорія не могла чітко довести, що інструмент не обманює чуття. Оскільки Галілей назвав чотири супутники на честь братів Медічі й переконав великого герцога Козімо II у своїх відкриттях, захист звітів Галілея став державною справою. Герцогський двір активно долучився до підтвердження спостережень Галілея, оплачуючи йому з державної скарбниці виготовлення зорових труб, які надсилалися дипломатичними каналами до головних дворів Європи. Богемський астроном Мартін Горкі, опублікував гострий критичний памфлет "Зоряний вісник", стверджуючи в ній, що спостереження Галілея є наслідком поганих лінз і особистих амбіцій. Проте, хоч його праця й набула певного поширення в Італії, зрештою вона була рішуче спростована.
Першим астрономом, який публічно підтримав відкриття Галілея, був Йоганн Кеплер, який у квітні 1610 року опублікував відкритого листа, в якому з ентузіазмом засвідчив довіру до Галілеєвих спостережень. Однак через нестачу телескопів з достатнім збільшенням Кеплер зміг опублікувати власне незалежне підтвердження цих відкриттів лише в серпні 1610 року.
Кілька інших астрономів, зокрема Томас Гарріот, Жозеф Готьє де ла Ватель, Нікола-Клод Фабрі де Пейреск і Сімон Маріус, опублікували власні підтвердження існування Медічійських зір після того, як Юпітер знову став видимим восени 1610 року. Маріус, німецький астроном, який навчався у Тихо Браге, першим видав книгу зі своїми спостереженнями. У праці "Місяці Юпітера" (лат. Mundus Jovialis), опублікованій 1614 року, він розкритикував Галілея, стверджуючи, що відкрив чотири супутники Юпітера раніше й спостерігав їх ще з 1609 року. Маріус вважав, що має право їх назвати, і запропонував імена на честь коханок Юпітера: Іо, Європа, Ганімед і Каллісто. Проте Галілей не розгубився: він зазначив, що оскільки Маріус не належав до Католицької церкви, то ще не перейшов на григоріанський календар і користувався юліанським. Таким чином, ніч першого спостереження супутників Юпітера Галілеєм припадає на 7 січня 1610 року за григоріанським календарем — тобто на 28 грудня 1609 року за юліанським (Маріус стверджував, що здійснив своє перше спостереження 29 грудня 1609 року). Хоча справжнє відкриття супутників належить саме Галілею, назви Іо, Європа, Ганімед і Каллісто тепер закріпились за відкритими ним супутниками.
До 1626 року знання про телескоп дійшло й до Китаю: німецький єзуїт і астроном Йоганн Адам Шалль фон Белль опублікував китайською та латиною трактат "Пояснення телескопа" (Yuan jing shuo).

## Суперечка з Католицькою церквою
Малюнки Галілея, що зображують недосконалу поверхню Місяця, прямо суперечили космологічним уявленням Птолемея та Арістотеля про ідеальні та незмінні небесні тіла, створені з ефіру (п'ятої субстанції у давній і середньовічній філософії, з якої, як вважалося, складаються небесні об'єкти).
До публікації "Зоряного вісника" Католицька церква розглядала коперніканську геліоцентричну систему як суто математичну й гіпотетичну модель. Однак після того, як Галілей почав стверджувати, що система Коперника є дійсністю, а не теорією, це призвело до сприйняття її як «хаотичнішої системи, позбавленої божественної впорядкованості». Ба більше, геліоцентрична модель, яку Галілей вважав реальною, суперечила Святому Письму, «де згадується, що сонце „сходить“, а земля — „непорушна“».
Конфлікт досяг кульмінації у процесі Галілея 1633 року, коли Католицька церква винесла Галілею вирок у вигляді домашнього арешту. Проте до того часу він уже опублікував інші твори на підтримку коперніканської моделі, і саме вони переважно стали підставою для його засудження.

## Переклади

### Англійські
- Edward Stafford Carlos; translations with introduction and notes. The Sidereal messenger of Galileo Galilei, and a part of the preface to Kepler's Dioptrics. Waterloo Place, London: Oxford and Cambridge, January 1880. 148 pp. ISBN 9781151499646.
- Stillman Drake. Discoveries and Opinions of Galileo, includes translation of Galileo's Sidereus Nuncius. Doubleday: Anchor, 1957. 320 pp. ISBN 978-0385092395.
- Stillman Drake. Telescopes, Tides, and Tactics: A Galilean Dialogue about The Starry Messenger and Systems of the World, including translation of Galileo's Sidereus Nuncius. London: University Of Chicago Press, 1983. 256 pp. ISBN 978-0226162317.
- Albert Van Helden (Professor Emeritus of History at Rice University[20]); translation with introduction, conclusion and notes. Galileo Galilei, Sidereus Nuncius, or The Sidereal Messenger. Chicago and London: The University of Chicago Press, 1989. xiii + 127 pp. ISBN 978-0226279039.
- William R. Shea and Tiziana Bascelli; translated from the Latin by William R. Shea, introduction and notes by William R. Shea and Tiziana Bascelli. Galileo's Sidereus Nuncius or Sidereal Message. Sagamore Beach, MA: Science History Publications/USA, 2009. viii + 115 pp. ISBN 978-0-88135-375-4.

### Французькі
- Isabelle Pantin. Sidereus Nuncius: Le Messager Céleste. Paris: Belles Lettres, 1992. ASIN B0028S7JLK.
- Fernand Hallyn. Le messager des étoiles. France: Points, 1992. ISBN 978-2757812259.

### Німецькі
- Anna Mudry. Sternenbotschaft, in Galilei Galilei: Schriften, Briefe, Dokumente, Band 1, pp. 94–144. Berlin: Rütten & Loening, 1987. ISBN 978-3-352-00122-2
- Hans Blumenberg. Sidereus Nuncius. Nachricht von neuen Sternen. Frankfurt: Suhrkamp, 1980. ISBN 978-3-51827937-3

### Італійські
- Maria Timpanaro Cardini. Sidereus nuncius. Firenze: Sansoni, 1948.